# Pristimantis verecundus
Pristimantis verecundus es una especie de anfibio anuro de la familia Craugastoridae.

## Distribución
Esta especie habita en la vertiente occidental de la Cordillera Occidental:
- en Ecuador en las provincias de Carchi, Pichincha y Cotopaxi entre los 900 y 1 800 m de altitud;
- en Colombia en el departamento de Nariño entre los 1 700 y 2 020 m de altitud.[4]

## Descripción
Los machos miden de 18.0 a 21.9 mm y las hembras de 22.4 a 22.5 mm.

## Publicación original
- Lynch & Burrowes, 1990 : The frogs of the genus Eleutherodactylus (family Leptodactylidae) at the La Planada Reserve in southwestern Colombia with descriptions of eight new species. Occasional Papers of the Museum of Natural History University of Kansas, n.º 136, p. 1-31[5]